# 潜鸭刺缘吸虫
潜鸭刺缘吸虫（学名：Acanthoparyphium marilae）为棘口科刺缘属的动物。分布于日本、朝鲜以及中国大陆的福建等地，营寄生生活，宿主斑背潜鸭（日本）、红嘴滨鹬（福建）、海番鸭（日本、美洲）、黑海番鸭（ 朝鲜）等以及寄生在肠。